# Ena (Gifu)
Ena (恵那市 Ena-shi?) es una ciudad situada en la prefectura de Gifu, Japón. Tiene una población estimada, a inicios de febrero de 2022, de 48 297 habitantes.
Está localizada en la parte central de la isla de Honshū, en las regiones de Chūbu y Tōkai.

## Geografía
Ena se encuentra en la región Tōnō de la prefectura de Gifu(岐阜県). El río Kiso fluye a través de la ciudad, y el río Aki y el río Nakanokata desaguan en el río Kiso en Ena. En la parte más meridional de la ciudad, el río Yahagi fluye de este a oeste y forma la frontera con la prefectura de Aichi.

## Historia
El área alrededor de Ena era parte de la antigua provincia de Mino, y el nombre de «Ena» aparece en los registros del período Nara, incluido el Nihon Shoki. Durante el período Edo, fue controlada principalmente por el dominio Iwamura, y Ōi-juku se desarrolló como una ciudad postal en el camino Nakasendō que conectaba Edo con Kioto. Durante las reformas catastrales posteriores a la restauración Meiji, el área se organizó en el distrito de Ena, Gifu.
La ciudad fue fundada el 1 de abril de 1954 por la fusión de dos pueblos (Oi y Nagashima) y seis aldeas (Tōnō, Sango, Takenami, Kasagi, Nakano e Iiji), todas del distrito de Ena. El 25 de octubre de 2004, Ena absorbió los pueblos de Akechi, Iwamura, Kamiyahagi y Yamaoka, y el pueblo de Kushihara (todos del distrito de Ena) para crear la ciudad ampliada de Ena.

## Economía
Ena se destacó por su industria de pulpa y papel durante muchos años. La producción de instrumentos de precisión domina el sector manufacturero.

## Demografía
Según los datos del censo japonés, la población de Ena ha disminuido ligeramente en los últimos 50 años.
| Gráfica de evolución demográfica de Ena entre 1950 y 2022 |
|                                                           |
| Oficina de Estadística de Japón                           |

### Clima
La ciudad tiene un clima caracterizado por veranos cálidos y húmedos e inviernos suaves (Cfa en la clasificación climática de Köppen). La temperatura media anual en Ena es de 13.9 °C. Las precipitaciones medias anuales son de 1988 mm, siendo septiembre el mes más húmedo. Las temperaturas son más altas en promedio en agosto, alrededor de 26.4 °C, y más bajas en enero, alrededor de 2.0 °C.
| Parámetros climáticos promedio de Ena | Parámetros climáticos promedio de Ena | Parámetros climáticos promedio de Ena | Parámetros climáticos promedio de Ena | Parámetros climáticos promedio de Ena | Parámetros climáticos promedio de Ena | Parámetros climáticos promedio de Ena | Parámetros climáticos promedio de Ena | Parámetros climáticos promedio de Ena | Parámetros climáticos promedio de Ena | Parámetros climáticos promedio de Ena | Parámetros climáticos promedio de Ena | Parámetros climáticos promedio de Ena | Parámetros climáticos promedio de Ena |
| Mes                                   | Ene.                                  | Feb.                                  | Mar.                                  | Abr.                                  | May.                                  | Jun.                                  | Jul.                                  | Ago.                                  | Sep.                                  | Oct.                                  | Nov.                                  | Dic.                                  | Anual                                 |
| ------------------------------------- | ------------------------------------- | ------------------------------------- | ------------------------------------- | ------------------------------------- | ------------------------------------- | ------------------------------------- | ------------------------------------- | ------------------------------------- | ------------------------------------- | ------------------------------------- | ------------------------------------- | ------------------------------------- | ------------------------------------- |
| Temp. máx. media (°C)                 | 6.6                                   | 8.1                                   | 12.1                                  | 18.2                                  | 22.8                                  | 25.8                                  | 29.5                                  | 31.1                                  | 26.5                                  | 20.9                                  | 15.4                                  | 9.7                                   | 18.9                                  |
| Temp. media (°C)                      | 2                                     | 3.1                                   | 6.6                                   | 12.5                                  | 17.2                                  | 21.2                                  | 25.2                                  | 26.4                                  | 22.1                                  | 15.9                                  | 10.1                                  | 4.8                                   | 13.9                                  |
| Temp. mín. media (°C)                 | -2.6                                  | -1.8                                  | 1.2                                   | 6.8                                   | 11.6                                  | 16.6                                  | 21                                    | 21.7                                  | 17.8                                  | 11                                    | 4.8                                   | -0.1                                  | 9                                     |
| Precipitación total (mm)              | 70                                    | 80                                    | 136                                   | 180                                   | 179                                   | 270                                   | 266                                   | 228                                   | 268                                   | 148                                   | 92                                    | 71                                    | 1988                                  |
| Fuente:                               |                                       |                                       |                                       |                                       |                                       |                                       |                                       |                                       |                                       |                                       |                                       |                                       |                                       |

## Ciudades hermanas
Ena está hermanada con:
- Fujieda, Japón;
- Nishio, Japón;
- Chita, Japón.